# Distretto di Comas (Junín)
Il distretto di Comas  è uno dei diciassette distretti della provincia di Concepción, in Perù. Si trova nella regione di Junín e si estende su una superficie di 825,29   chilometri quadrati.